# حاج احمد
حاج احمد یک منطقهٔ مسکونی در الجزایر است که در ناحیه برج منایل واقع شده‌است. حاج احمد ۵ کیلومتر مربع مساحت دارد ۱۷۵ متر بالاتر از سطح دریا واقع شده‌است.